# Système d'alerte et d'information des populations

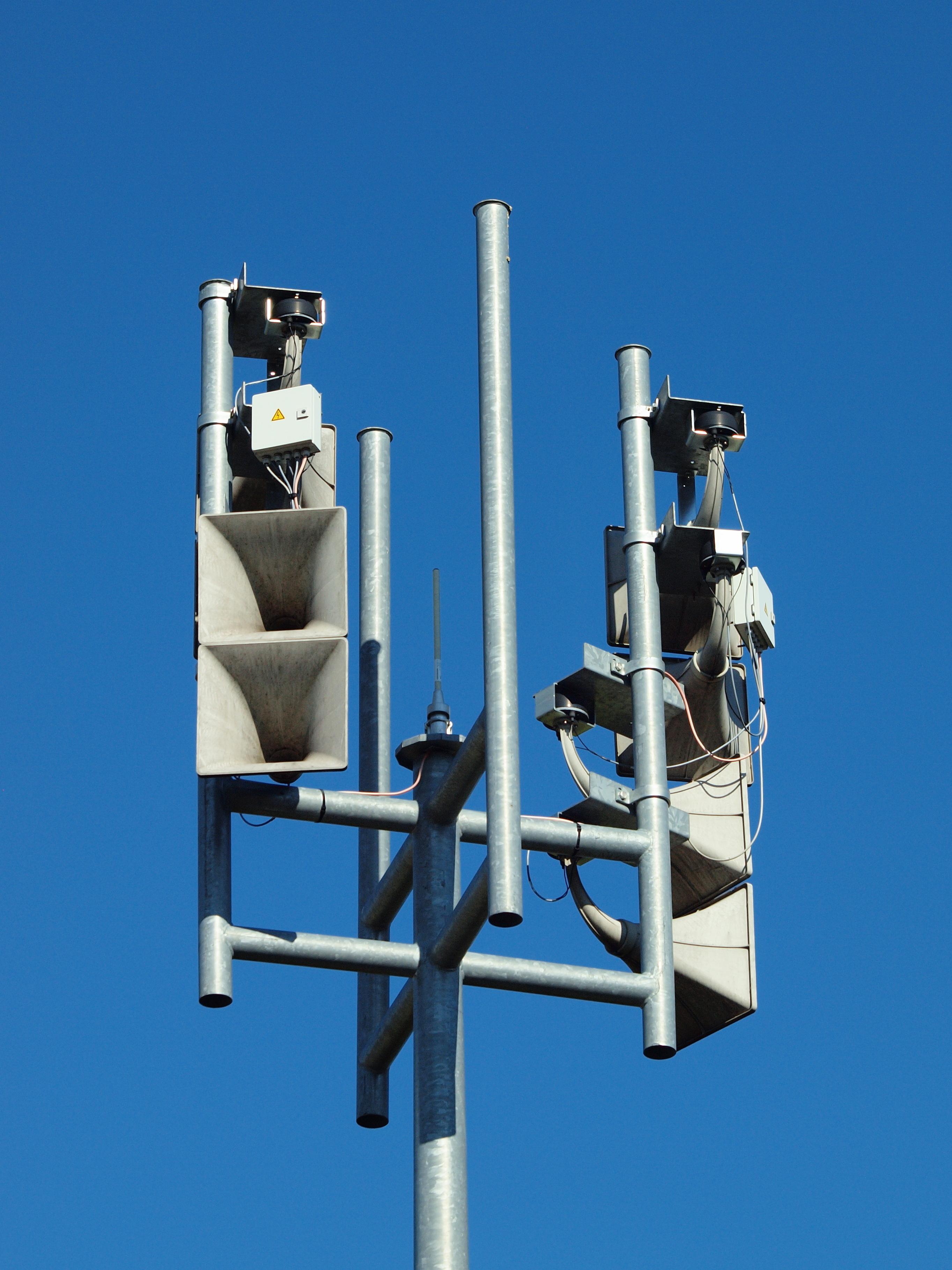
Sirène d'alerte aux populations de Saint-Nicolas-la-Chapelle (Aube).

Le système d’alerte et d’information des populations (SAIP) est le système d’alerte aux populations en France. Il succède au réseau national d'alerte (RNA).
Il vise à permettre aux acteurs de la gestion de crise de lancer l’alerte par une unique opération sur différents vecteurs (sirènes, téléphonie mobile, et autres moyens : par exemple Radio France, France Télévisions, panneaux à messages variables des gestionnaires d’infrastructures et des collectivités territoriales) dans une zone géographique donnée.

## Historique
En 1954, les moyens de transmission et de diffusion créés au cours de la Seconde Guerre mondiale au titre de la défense passive, ainsi que ceux réalisés dans le cadre du plan d’équipements de la protection civile, sont mis à la disposition du chef du service de l’alerte du service national de la protection civile,.
Un arrêté de 1973 prévoit les cas suivants pour la diffusion de l’alerte : le bombardement aérien, les retombées radioactives et les attaques biologiques ou chimiques. Il énonce les moyens du service de l’alerte dont fait partie un « réseau de télécommande d’alerte au danger aérien », « réalisé et entretenu par l’administration des postes et télécommunications ». Compte tenu des craintes de l’époque, les sirènes ont été installées surtout à l'est de la France.
Dans les années 2000, le réseau national d'alerte (RNA) est constitué d’environ 4 500 sirènes et 48 sites de déclenchement, interconnectés par des liaisons filaires, situés sur six bureaux généraux de l'alerte (centres de détection et de commandement de l'armée de l’air) et 42 bureaux de diffusion et de l'alerte (implantés dans les locaux des préfectures).
La création du SAIP est prévue par le Livre blanc sur la défense et la sécurité nationale de 2008 pour remplacer le réseau national d'alerte, puis par la loi d'orientation et de programmation pour la performance de la sécurité intérieure de 2011.
Depuis le 1er janvier 2011, l’entreprise France Télécom (issue de la privatisation des PTT) n’entretient plus le réseau national d’alerte. Après un recours du ministère de l’Intérieur, le Conseil d’État donne raison à l’entreprise. Les sirènes restent déclenchables localement et manuellement par les maires,. En plus de cette obsolescence technique, l’intérêt du RNA était limité par le fait que les sirènes pouvaient n’être déclenchées que dans tout le département. De ce fait, il n’a jamais été utilisé,.
Plusieurs phases d'études, d'expérimentation, de contractualisation et de réalisation, ont été menées de 2009 à 2012, le déploiement du SAIP est lancé dès 2013.
Depuis juillet 2015, le réseau national d’alerte n’est plus opérationnel et les sirènes qui en relevaient ont soit été interconnectées au SAIP, soit cédées aux communes, soit démontées. En 2021, la première vague de déploiement de sirènes d’alerte est achevé : 2 127 sirènes sont installées et raccordées (Au début du projet en 2010, il était prévu 2 830 sirènes pour la première vague : dont 1 286 du RNA, 616 communales et 930 nouvelles de l’État). Lors de la seconde vague, 2 508 sirènes devraient être raccordées, dont celles installées par les industriels exploitants dans le cadre d'un plan particulier d'intervention.
En 2022, le dispositif FR-Alert, combinant diffusion cellulaire et SMS géolocalisé, est opérationnel et relié au SAIP.

## Fonctionnement
Le SAIP est un ensemble structuré d'outils permettant la diffusion d'un signal ou d'un message par les autorités. Le déclenchement de cette diffusion ainsi que le contenu du message sont réservés à une autorité de police administrative, c'est-à-dire chargée de la protection générale de la population en lien avec le maintien de l'ordre public et de la défense civile. Sur le terrain, cette compétence est détenue par le maire et le préfet de département. Le SAIP assure une double fonction, une fonction d’alerte et une fonction d’information. La fonction d’alerte correspond au déclenchement des sirènes. La nouveauté apportée par le SAIP est donc sa fonction informative. Cette fonction permet de préciser les consignes de sécurité à suivre en urgence et de donner les indications sur l'évolution de l'évènement.
Le SAIP doit mobiliser plusieurs vecteurs d'alerte et d'information de la population : des sirènes, des SMS via la technologie de la diffusion cellulaire qui évite l'engorgement des réseaux, et un service de diffusion de l'alerte à des opérateurs, relayant avec leurs propres moyens ces informations (notamment panneaux à message variable et radios).
Une application logicielle intégrant une interface cartographique permet le déclenchement des moyens d'alerte par les autorités de police administrative à différents échelons :
- Dans les communes, en permettant au maire un déclenchement sur sa juridiction ;
- Dans les départements, à partir du centre opérationnel départemental (COD) du préfet et, sur ordre d'un maire ou du préfet, à partir du centre opérationnel départemental d'incendie et de secours (CODIS) des sapeurs-pompiers ;
- Dans les zones de défense, à partir du centre opérationnel de zone (COZ) de l'état-major interministériel de zone (EMIZ) ;
- Sur le territoire national, à partir du centre opérationnel de gestion interministériel des crises (COGIC) du ministère de l'Intérieur, des centres de détection et de commandement et du centre national des opérations aériennes (CNOA) de l'armée de l’air.

## Sirènes
La direction générale de la sécurité civile et de la gestion des crises a prévu en 2010 le raccordement au SAIP de 5 338 sirènes sur 1 743 bassins d’alerte. Elles sont reliées par le réseau Antares.
En 2017, un rapport parlementaire déplore la priorité donnée en 2009, réaffirmée en 2016, à la rénovation des sirènes d'alerte au détriment des téléphones portables. De 2012 à 2019, 80 % des crédits prévus sur un financement de 44,7 millions d’euros échelonné sont consacrés aux sirènes (ainsi que 36,8 millions d’euros restant à planifier à partir de 2020), quand la téléphonie mobile ne se voit consacrer que 11 % des crédits.

## Logiciel de déclenchement
Le marché de réalisation du logiciel de déclenchement est notifié à Cassidian (devenue Airbus Defence and Space) le 30 novembre 2011. Il est livré en avril 2015, avec 37 mois de retard, expliqués par des torts de l’administration et du prestataire.

## Application mobile (2016–2018)
En 2011, trois technologies sont disponibles pour diffuser l’alerte par téléphonie mobile : les SMS géolocalisés, la diffusion cellulaire et le recours à une application mobile en libre téléchargement. La diffusion cellulaire est envisagée en 2011, avant d’être abandonné au profit de l’application mobile.
À la suite des attentats du 13 novembre 2015, le Gouvernement souhaite que le dispositif d’alerte par application mobile soit mis en place avant le championnat d'Europe de football qui se tient en France à l'été 2016. Le marché est notifié à Deveryware le 27 mai 2016 et l’application est mise en ligne le 8 juin 2016.
Cette application suscite des polémiques. Gaël Musquet, un hacker en résidence à la Fonderie, considère que c'est une réponse technologique inappropriée et préconise la technologie de la diffusion cellulaire, plus efficace et respectueuse de la vie privée.
Lors de l'attentat du 14 juillet 2016 à Nice, l’application SAIP n'a signalé qu'à 1 h 34 du matin, l'événement survenu la veille avant 23 h 0 alors que les réseaux sociaux ont été réactifs. Lors de l'attentat du 20 avril 2017 sur les Champs-Élysées, l'application n'a délivré aucune alerte.
Mi 2017, l’application est téléchargée par 900 000 personnes, ce taux de pénétration est insuffisant pour garantir une information suffisante de la population, qui devrait être de 10 % soit 5 millions de cibles pour être efficace. L'application n'est pas disponible sur les systèmes Blackberry et Windows Mobile alors qu'iOS implique de laisser l'application en activité permanente.
L'application mobile n'émet pas de nouveau lors des attaques du 23 mars 2018 à Carcassonne et Trèbes.
En mai 2018, le Gouvernement abandonne l'application pour se reposer sur Google, Facebook et Twitter. Il est prévu de s'appuyer sur le système Contrôle d'absence de danger Facebook qui a montré son efficacité depuis sa création en 2014, tandis que l'application a accumulé les faux pas.

## Dispositif FR-Alert (2022–)
À la suite de la directive européenne 2018/1972 du Parlement européen et du Conseil du 11 décembre 2018, la France doit adhérer à EU-Alert, système européen d'alerte à la population. FR-Alert, dispositif national utilisant la diffusion cellulaire, est opérationnel depuis le 21 juin 2022.